# ジェイムズ・ラブリエ
ジェイムズ・ラブリエ（James LaBrie、本名Kevin James LaBrie、1963年5月5日 - ）は、アメリカのプログレッシブ・メタル・バンド、ドリーム・シアターのリードシンガーである。

## 略歴
カナダのオンタリオ州ペネタングイシーンで生まれる。
シンガーであった父親の影響で、5歳から歌ったりドラムを叩き始める。
10代半ばまでには、歌手またはドラマーとしていくつかのバンドのメンバーとなっていたが、18歳になった1981年には、もっと精力的な音楽活動を追求すべくトロントへと移住。現在もトロントで、妻Karen、娘Chloe、息子Chanceと共に住んでいる。
1984年から、ボイストレーナーとして有名であったローズマリー・パトリシア・バーンズに師事。様々なバンドでの活動を経た後、カナダのロック・バンド、ウィンター・ローズのボーカルとなり、1989年に同タイトルのアルバムを発売する。
1991年、当時は比較的無名であったアメリカのプログレッシブ・メタル・バンドのドリーム・シアターがボーカルを探していることを知り、互いにテープを送り合って、オーディションを受けるためにニューヨークへと向かった。ラブリエはジャーニーの「Lovin', Touchin', Squeezin'」を歌い、その結果、彼は他の有望な200人を押しのけて、バンドの正式なボーカルとして選ばれた。
バンドにはすでに同名のケヴィン（ケヴィン・ムーア）がいたため、それ以降、彼はミドル・ネームのジェイムズを名乗ることとなる。
1994年12月、キューバでの休暇中、彼は重症の食中毒に苦しみ、嘔吐をするうちに声帯を痛めてしまった。3人の喉の専門医に診てもらったが、全員が手の施しようがないと言い、唯一出来ることは、できるだけ喉を休めることだと言われた。 
しかし、1995年1月12日、彼は医者の忠告に反して、到底普通の喉の状態ではないにもかかわらず日本でアウェイク・ツアーに出た。少なくとも1997年まで喉が普通ではない感じだったと彼は述べている。
1998年、自身のプロジェクトであるマルマズラーを立ち上げ、翌1999年にアルバム『キープ・イット・トゥ・ユアセルフ』を発表。

## ディスコグラフィ

### ウィンター・ローズ
- 『ウィンター・ローズ』 - Winter Rose（1989年）※1997年再発売

### マルマズラー
- 『キープ・イット・トゥ・ユアセルフ』 - Keep It to Yourself (1999年)
- 『ジェームス・ラブリエズ・マルマズラー 2』 - MullMuzzler 2 (2001年)

### ソロ・アルバム
- 『エレメンツ・オヴ・パースウェイジョン』 - Elements of Persuasion (2005年)
- 『スタティック・インパルス』 - Static Impulse (2010年)
- 『インパーマネント・レゾナンス』 - Impermanent Resonance (2013年)

### 参加アルバム
- フェイツ・ウォーニング : 『パラレルズ』 - Parallels (1991年)
- Various Artists : 『ワーキング・マン』 - Working Man - Rush Tribute (1996年)
- Various Artists : 『クイーン・トリビュート - ドラゴン・アタック』 - Dragon Attack - Tribute To Queen (1997年)
- エクスプローラーズ・クラブ : 『エイジ・オブ・インパクト』 - Age Of Impact (1998年)
- シャドウ・ギャラリー : 『ティラニー』 - Tyranny (1998年)
- Various Artists : 『アンコールズ、リジェンズ、アンド・パラドックス〜トリビュート・トゥ・ザ・ミュージック・オブ・ELP』 - Encores, Legends and Paradox (ELP Tribute) (1999年)
- Various Artists : 『トリビュート・トゥ・クイーン - ウィ・ウィル・ロック・ユー』 - Tie Your Mix Down - Tribute to Queen (2000年)
- Various Artists : Leonardo - The Absolute Man (2001年)
- エクスプローラーズ・クラブ : 『レイジング・ザ・マンモス』 - Raising the Mammoth (2002年)
- フレイムシフト : 『アンウィーヴィング・ザ・レインボー』 - Unweaving the Rainbow (2003年)
- ティム・ドナヒュー : 『マッドメン+シナーズ』 - Madmen and Sinners (2004年)
- エイリオン : The Human Equation (2004年)
- Henning Pauly : Babysteps (2006年)
- The True Symphonic Rockestra : Concerto In True Minor (2008年)